# Helcogramma trigloides
Helcogramma trigloides es una especie de pez de la familia Tripterygiidae en el orden de los Perciformes.

## Morfología
• Los machos pueden llegar alcanzar los 4,5 cm de longitud total.

## Hábitat
Es un pez de mar y de clima tropical y asociado a los  arrecifes de coral que vive hasta los 6 m de profundidad.

## Distribución geográfica
Se encuentran en las Islas Ryukyu, las Filipinas e Indonesia.